# أنطوان قروس
أنطوان جان قروس (بالفرنسية: Antoine-Jean Gros) (16 مارس 1771-  25 يونيو 1835)، لُقِّب ببارون قروس عام 1824، هو رسام فرنسي، تمحور فنه حول التاريخ والرسم الكلاسيكي الحديث.
تعلم على يد جاك لوي دافيد في باريس وبدأ حياته المهنية الفنية بشكل مستقل أثناء الثورة الفرنسية. ولأنه أُجبر على مغادرة فرنسا، انتقل إلى جنوة وشهد معركة أركولي القريبة عام (1796). ألهمه أحد الأحداث في المعركة ليرسم لوحة للقائد الفرنسي نابليون بونابرت، ومن بعده لوحة لجنرال ترقى حديثًا. لفتت اللوحة انتباه الشعب إلى قروس وعاش في كنف نابليون.
بعد السفر مع جيش نابليون لعدة سنوات، عاد إلى باريس عام 1799. رسم قروس عدة لوحات كبيرة لمعارك وأحداث أخرى في حياة نابليون. كانت معظمها تتبع النمط الكلاسيكي الحديث، لكن لوحة نابليون في معركة إيلاو صورت فظائع الحرب بطريقة أكثر واقعية. رسم قروس لوحات لضباط في الجيش الفرنسي وأفراد في المجتمع الفرنسي الراقي. وبعد سقوط نابليون، حوَّل تركيزه الفني ورسم لوحات تاريخية أكثر اعتبرها المؤرخون الفنيون أقل إبهارًا من أعماله السابقة.

## النشأة والتدريب
وُلد قروس في باريس وبدأ بتعلم الرسم في عمر السادسة من والده جان أنطوان قروس، الذي كان رسام لوحات مصغرة، وقدم نفسه كفنان موهوب. كانت والدته بيريت مادلين سيسيل دوراند رسامة أيضًا. مع حلول عام 1785، دخل قروس استوديو جاك لوي دافيد بإرادته، وأخذ يتردد عليه باستمرار، وفي الوقت نفسه واصل حضور الفصول في الكلية الرومانية.
بدأ قروس ينفق من أمواله الخاصة بعد وفاة والده في ظروف حرجة بسبب الثورة الفرنسية عام 1791، وكرس نفسه لمهنته بالكامل الآن. دخل في منافسة (لا جدوى منها) على الجائزة الكبرى عام 1792. على أي حال، وفي تلك الفترة، وُظِّف بناًء على ترشيح مدرسة الفنون الجميلة لرسم صور لأعضاء المؤتمر الوطني، لكن قروس غادر فرنسا عام 1793 إلى إيطاليا بسبب انزعاجه من تطورات الثورة.

## جنوة وبونابرت
كسب رزقه في جنوة بنفس الطريقة، إذ رسم وأصلح كمية كبيرة من الأعمال الصغيرة. زار البندقية ولكنه عاد إلى جنوة حيث تعرف على جوزفين دو بوهاميز. تبعها إلى ميلانو حيث أحسن زوجها نابليون بونابرت استقباله.
في 15 نوفمبر عام 1796، كان قروس مع الجيش قرب أركولي حين رفع بونابرت العلم الفرنسي على الجسر. استغل قروس هذه الحادثة، وبدا أنه حدد موهبته في لوحته التي حملت عنوان (بونابرت على جسر أركولي). سرعان ما منحه بونابرت منصب المفتش، ما مكنه من متابعة أحوال الجيش، وفي عام 1797 رشحه بونابرت ليكون عضوًا في اللجنة المكلفة باختيار الغنائم التي يجب أن تغني متحف اللوفر.

## باريس

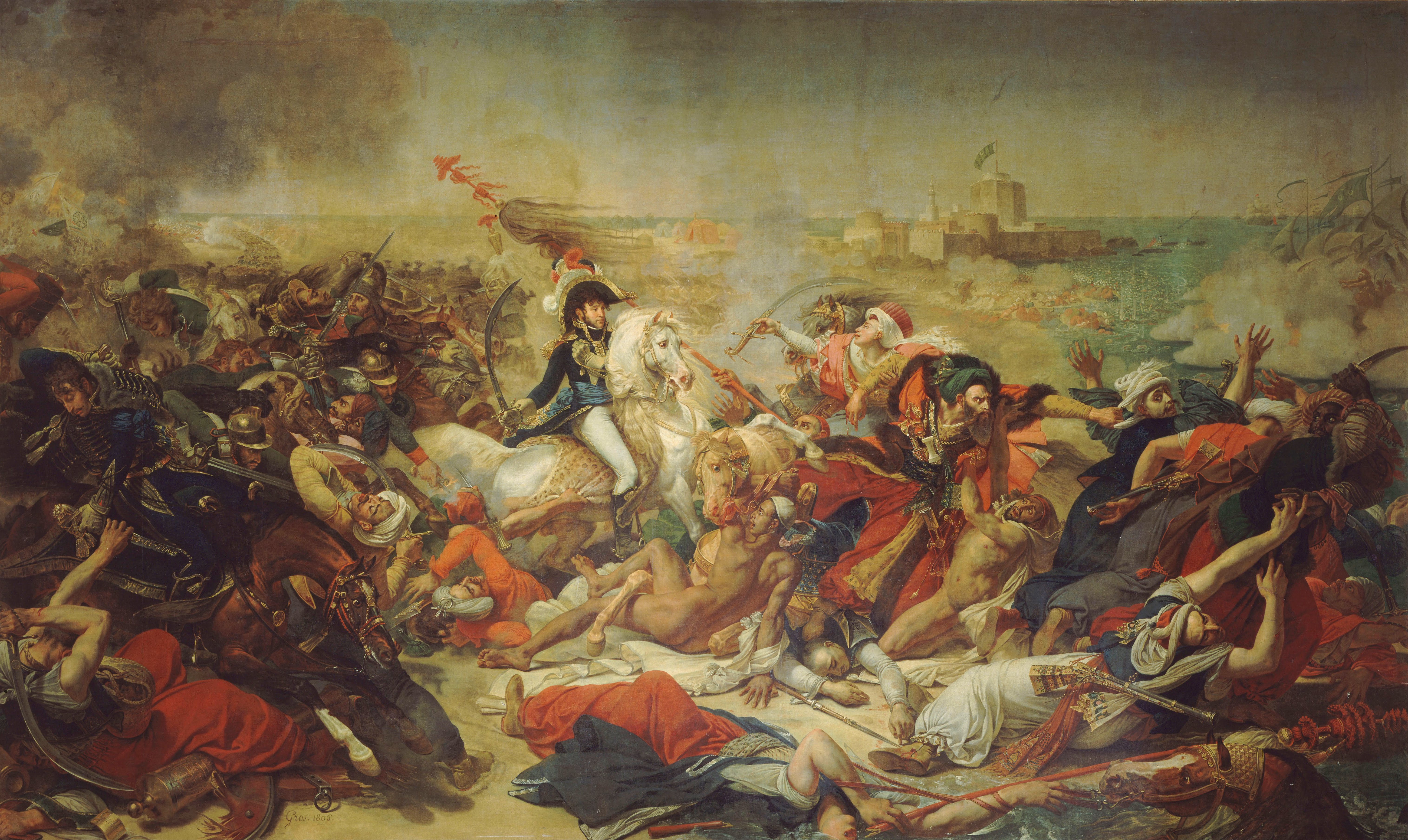
أنطوان جان قروس - باتاي دابوكير، 25 يوليو 1799

عام 1799، وبعد هروبه من مدينة جنوة المحاصرة، شق طريقه إلى باريس، وفي بداية عام 1801 أقام في الكابوسين. حازت لوحته، معركة الناصرة (معروضة الآن في متحف دي نانت) على جائزة قدمها القناصل عام 1802، ولكنه لم يستلم الجائزة، ويُقال إن سبب ذلك هو غيرة نابليون بونابرت من جان أندوش جونوت، لكن نابليون عوض قروس بتكليفه برسم زيارته الخاصة إلى بيت الآفات في يافا. رسم لوحة معركة أبو قير 1806 (معروضة في فيرساي) بعد لوحة بيت آفات يافا (معروضة في اللوفر)، ومن ثم رسم معركة إيلاو 1808 (معروضة في اللوفر). وفقًأ للطبعة الحادية عشرة من موسوعة بريتانيكا، ساهمت هذه الموضوعات الثلاثة في شهرة قروس وهي القائد المشهور وهو يواجه الطاعون بشجاعة، وتحدي لحظة النصر الرائعة، والتعب بعد دفع أغلى الأثمان للسيطرة على منطقة صعبة.
يذكر بريتانيكا أيضًا في موسوعته أنه طوال بقاء النمط العسكري مرتبط بالحياة الوطنية في فرنسا، مثل لقروس مصدر إلهام جديدًا وحيويًا دفعه إلى قلب الأحداث التي صورها، لكن مع انفصال الجيش وقائديه عن الشعب، لم يعد قروس، الذي كان يُدعى لتوضيح الأحداث التي تلبي طموحه الشخصي فقط، يجد المواضيع اللازمة لتغذية عبقريته، وأصبح الضعف في مكانته الفنية واضحًا. بسبب تدربه مع مجموعة الكلاسيكيين، عرقلته قواعدهم، وبدا أن عمله يتعارض مع هذه القواعد عند معاملته الطبيعية للأنماط الفنية وانجذابه للأثر الرائع للون والنغم.

## المعرض الفني عام 1804
عرض قروس لوحته التي تحمل عنوان بونابرت يزور ضحايا وباء يافا في المعرض الفني لعام 1804. وكانت هذه اللوحة نقطة انطلاق مسيرته المهنية كرسام ناجح. تصور اللوحة بونابرت يزور الجنود المصابين بالطاعون الأسود في يافا. صُور وهو يمد يده إلى أحد المصابين غير عابئ بالمرض.
رغم أن بونابرت زار دار الآفات فعليًا، لاحقًا عند تجهز جيشه للانسحاب من سوريا، أمر بتسميم (بوساطة اللودانوم) خمسين من جنوده المصابين بالعدوى. اعتُبرت اللوحة كوسيلة للسيطرة على الأذى الناتج عن انتشار إشاعات عن أفعاله. رُسمت اللوحة وفقًا للنمط الكلاسيكي الحديث، رغم أنها تُظهر عوامل الإضاءة ولمسة غريبة تبشر بمثاليات الفترة الرومنسية القادمة.

## حياته اللاحقة ووفاته
عام 1810، تُظهر لوحته مدريد ونابليون عند الأهرامات (المعروضة في فيرساي) أن موهبته أخذت تتلاشى. حققت لوحتا فرانسوا الأول وكارلوس الخامس (المعروضتان في اللوفر) عام 1812 نجاحًا باهرًا، ولكن تزيين قبة القديس جنفيف (بدأ عام 1811 وانتهى عام 1824) هو العمل الوحيد في سنوات قروس الأخيرة الذي يظهر عظمة بداياته، وقوته، بالإضافة إلى موهبته. تشهد لوحاته مغادرة لويس الرابع عشر (معروضة في فيرساي)، وصعود مدام أنغوليم (معروضة في مدينة بوردو)، والسقف المزخرف للغرفة المصرية في متحف اللوفر، وأخيرًا لوحة هرقل وديوميديس التي عُرضت عام 1835 على أن جهود قروس- وفقًا للاستشارات المتكررة لمعلمه القديم دافيد- لصد المد الرومنسي أضرت بسمعته الرائعة.
ورد في موسوعة بريتانيكا مجددًا عام 1911: «بسبب غضبه من الانتقاد وإدراكه لفشله، لجأ قروس إلى ملذات الحياة». في 25 يونيو من عام 1835، وُجدت جثته بعد أن مات غرقًا على ضفاف نهر السين في بلدة ميدون، سيفر. وعُرف من ورقة خبأها في قبعته أن «الحياة أتعبته، وأن آخر قدراته التي كانت تجعل الحياة محتملة قد خذلته، فقرر إنهاءها».

## شهرته
عين نابليون بونابرت قروس عضوًا في وسام جوقة الشرف في 22 من أكتوبر عام 1808، بعد المعرض الفني لعام 1808 الذي عرض فيه لوحة معركة إيلاو. كان عدد طلاب قروس كبيرًا جدًا، وارتفع عددهم بشكل كبير عام 1815 عندما ترك دافيد باريس وسلمه صفوفه.
في فترة استعادة بوربون، أصبح قروس عضوًا في أكاديمية الفنون الجميلة، وأستاذًا في مدرسة الفنون الجميلة، وعضوًا في وسام القديس ميخائيل. وحاز على لقب بارون عام 1824 الذي منحه إياه الملك تشارلز العاشر.
كان قروس مصدر إلهام ليوجين ديلاكروا أيضًا، خصوصًا في عمله في الطباعة على الحجر. عمل كلاهما في الفترة الزمنية نفسها، ورسم كلاهما لوحات لنابليون. على أي حال، في مرحلة ما، أشار قروس إلى عمل تشيو وميسولونغي لديلاكروا على أنه مجزرة فنية.

## التعليم
تعلم في Collège des Quatre-Nations ‏، والمدرسة الوطنية للفنون الجميلة.

## جوائز
حصل على جوائز منها:
- نيشان جوقة الشرف من رتبة ضابط (1828)[21]
- فارس ترتيب سانت ميشيل (1819).[21]

## معرض الصور

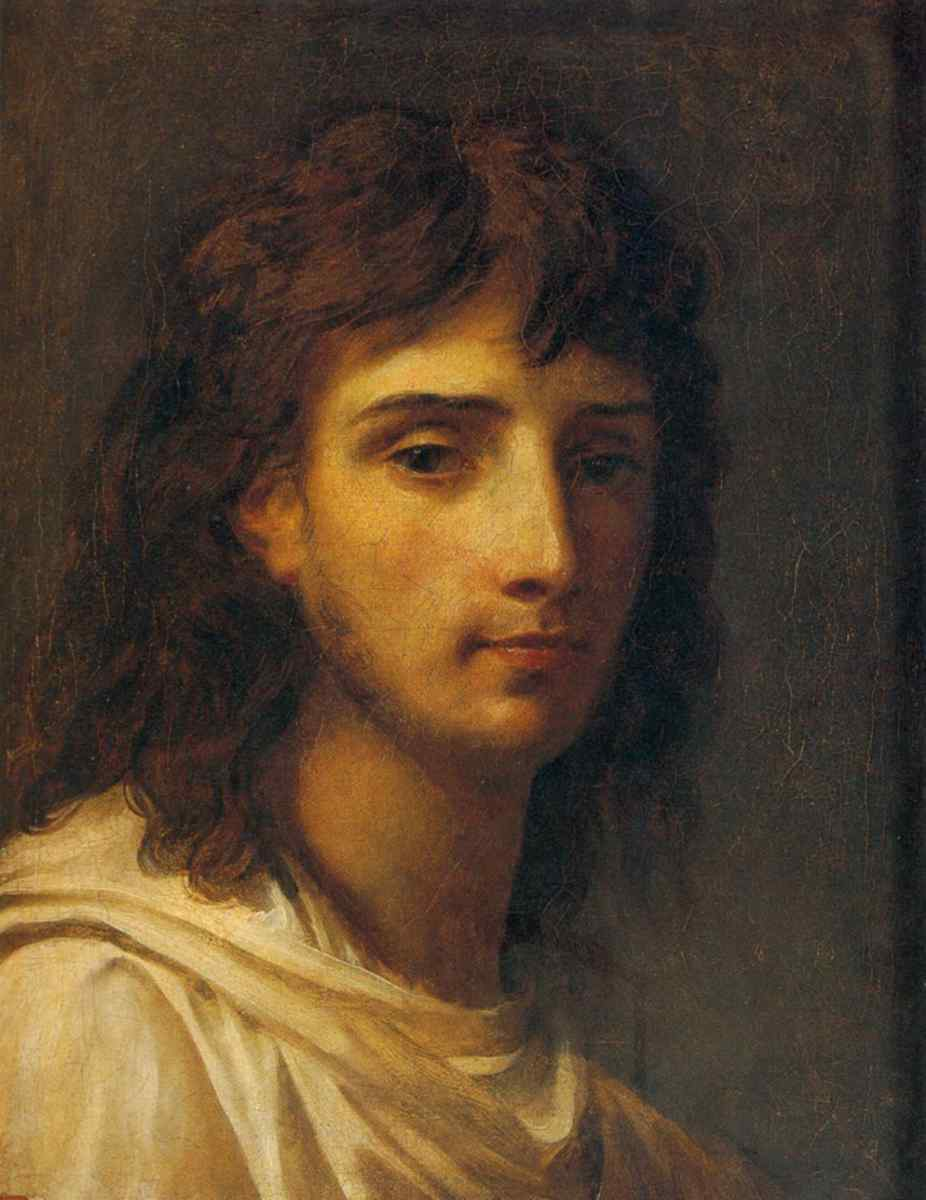
بورتريه ذاتي (قصر فرساي، 1795)
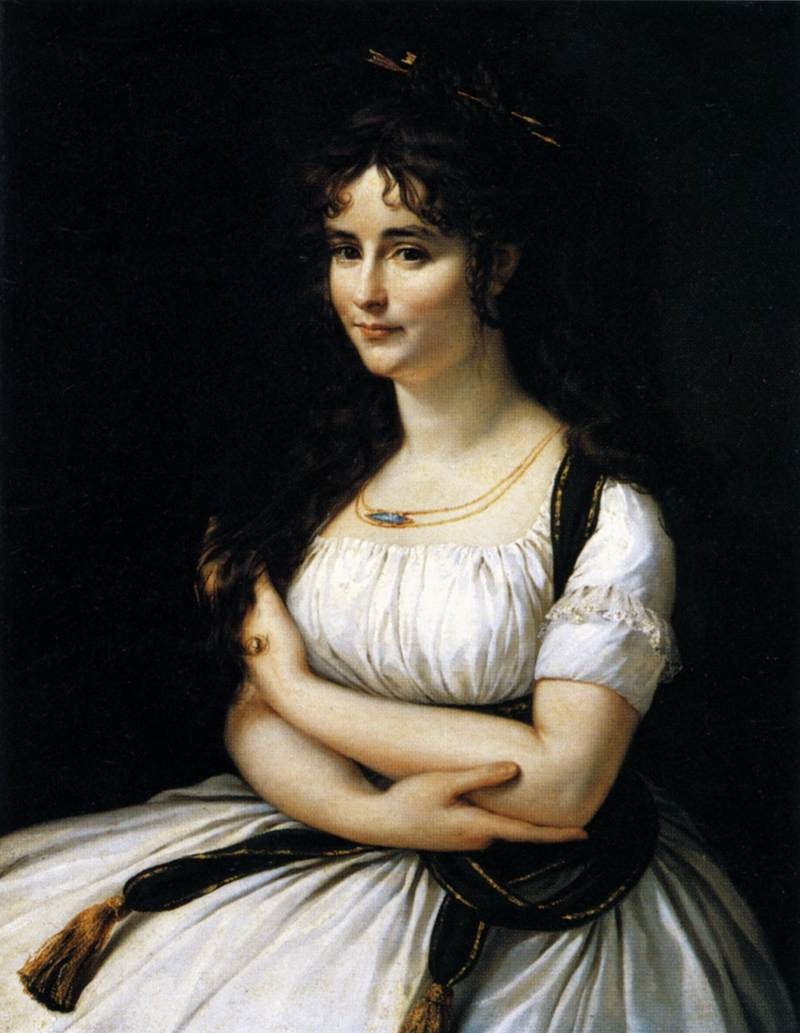
مدام باستور (متحف اللوفر)
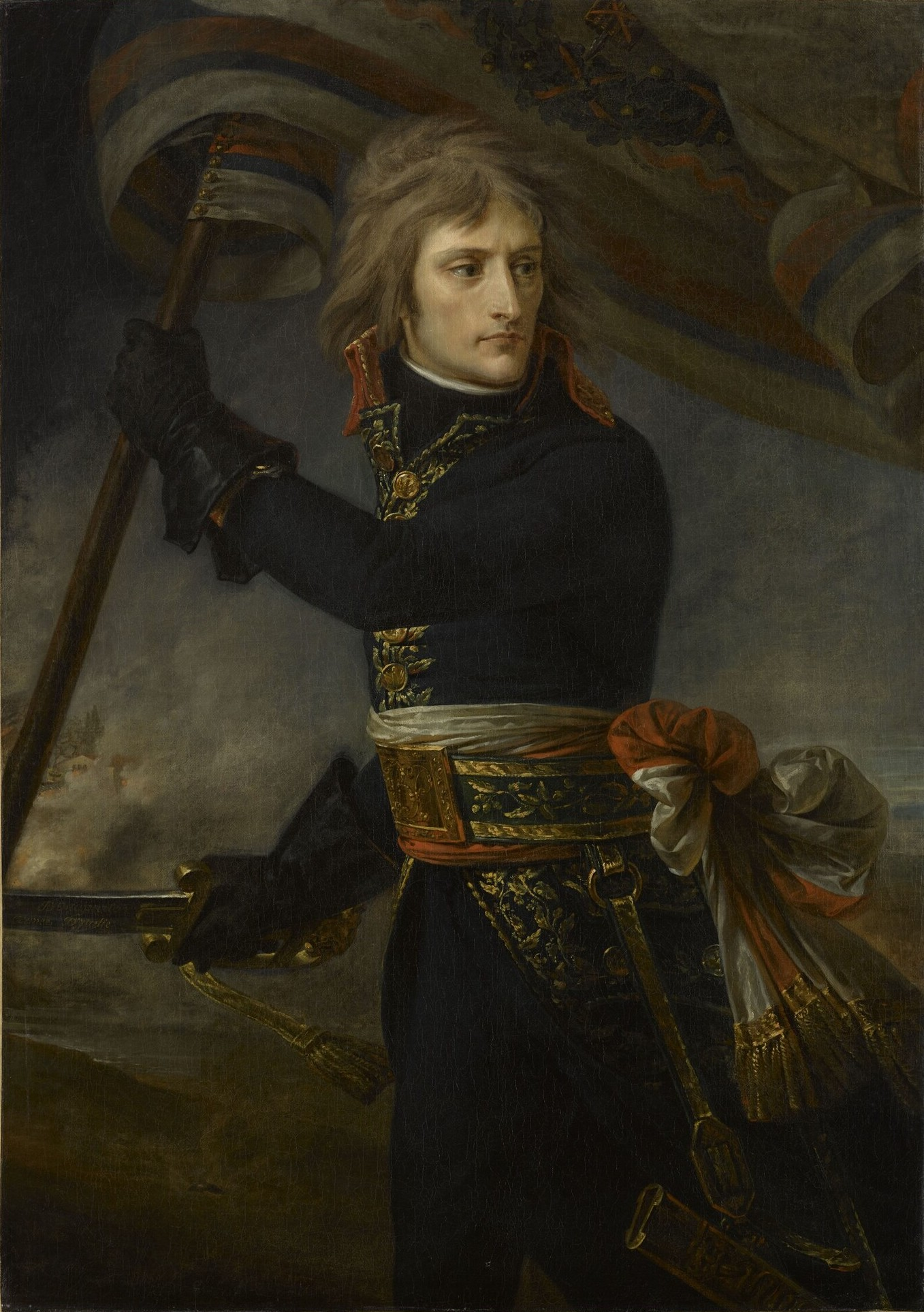
بونابرت في بونت داركول (قصر فرساي، 1796)
كريستين بوير (متحف اللوفر، حوالي 1800)
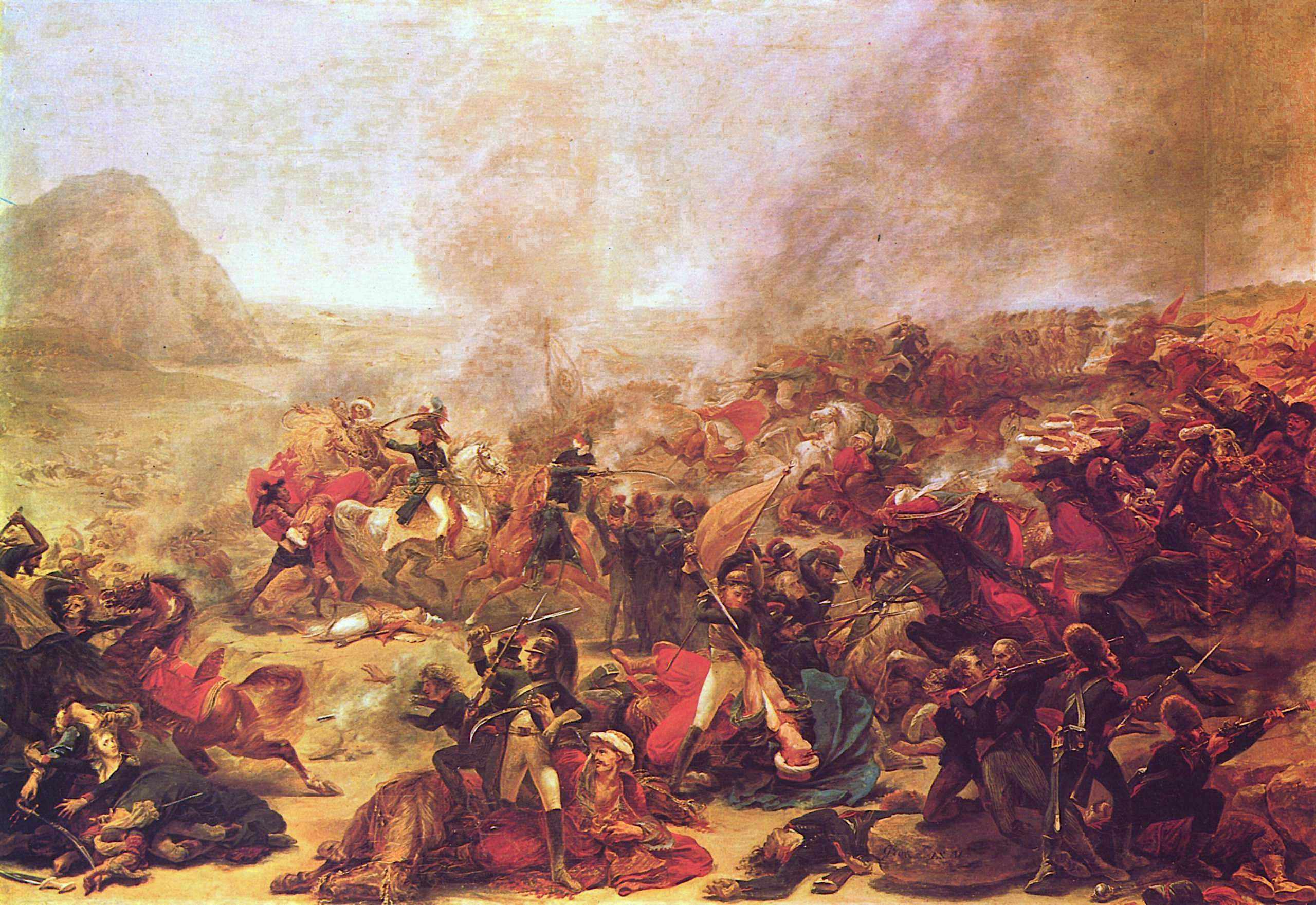
معركة الناصرة (متحف نانت للفنون الجميلة، 1801)
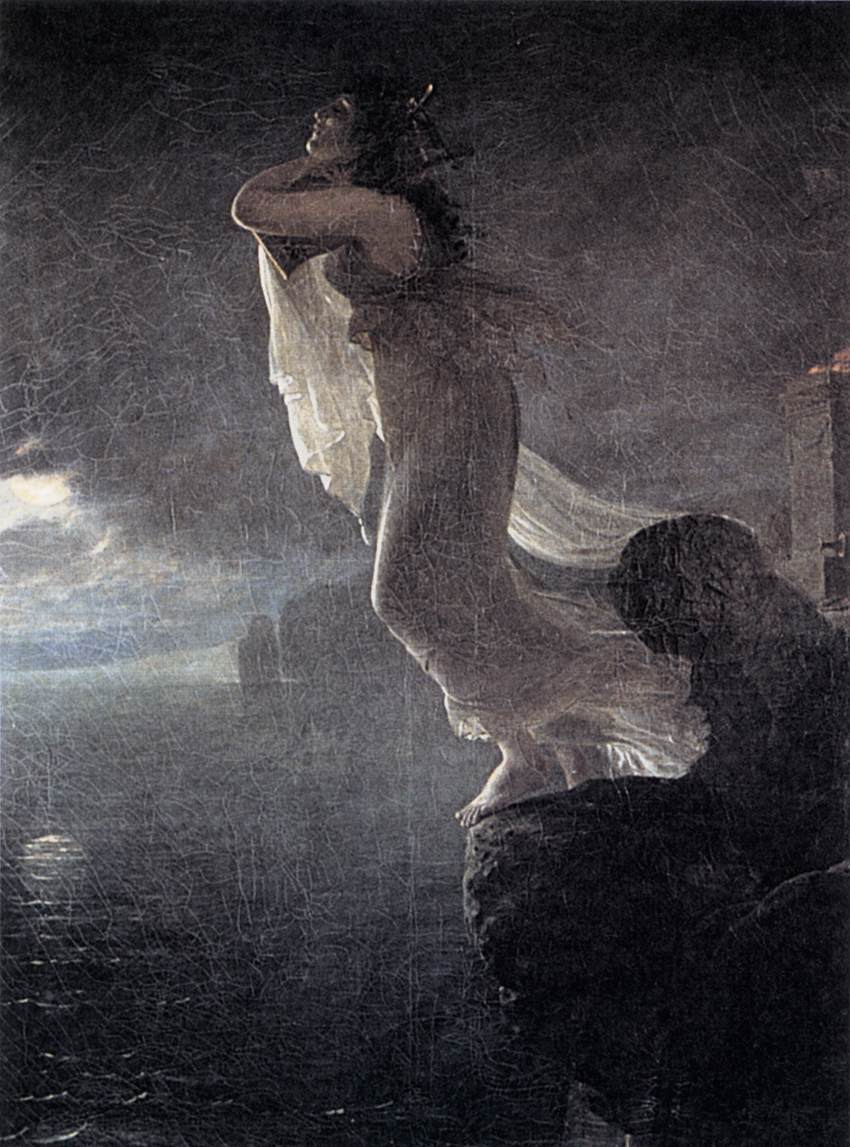
سافو في يوكيت (متحف البارون جيرارد، 1801)
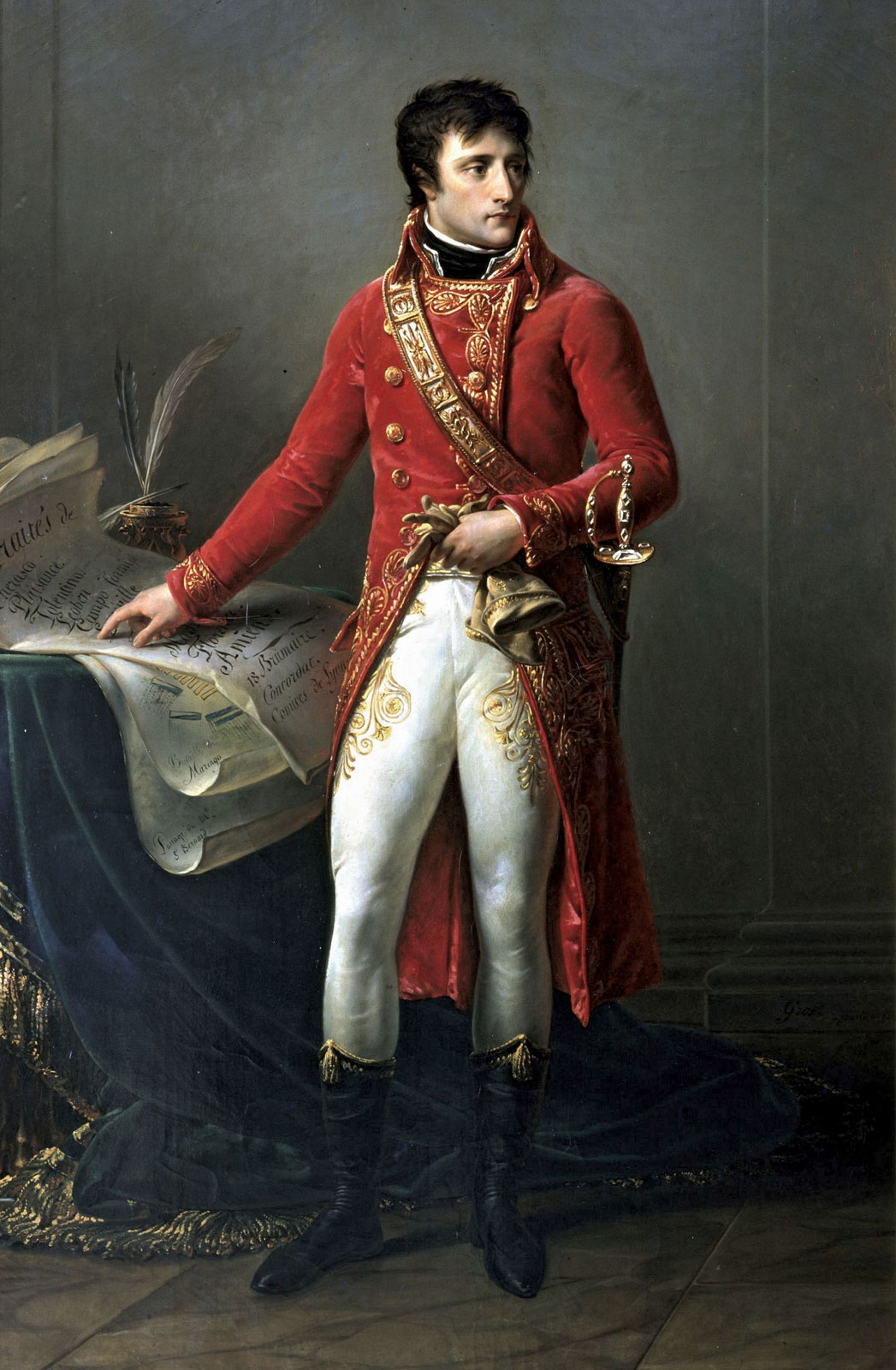
القنصل الأول بونابرت (متحف جوقة الشرف، 1802
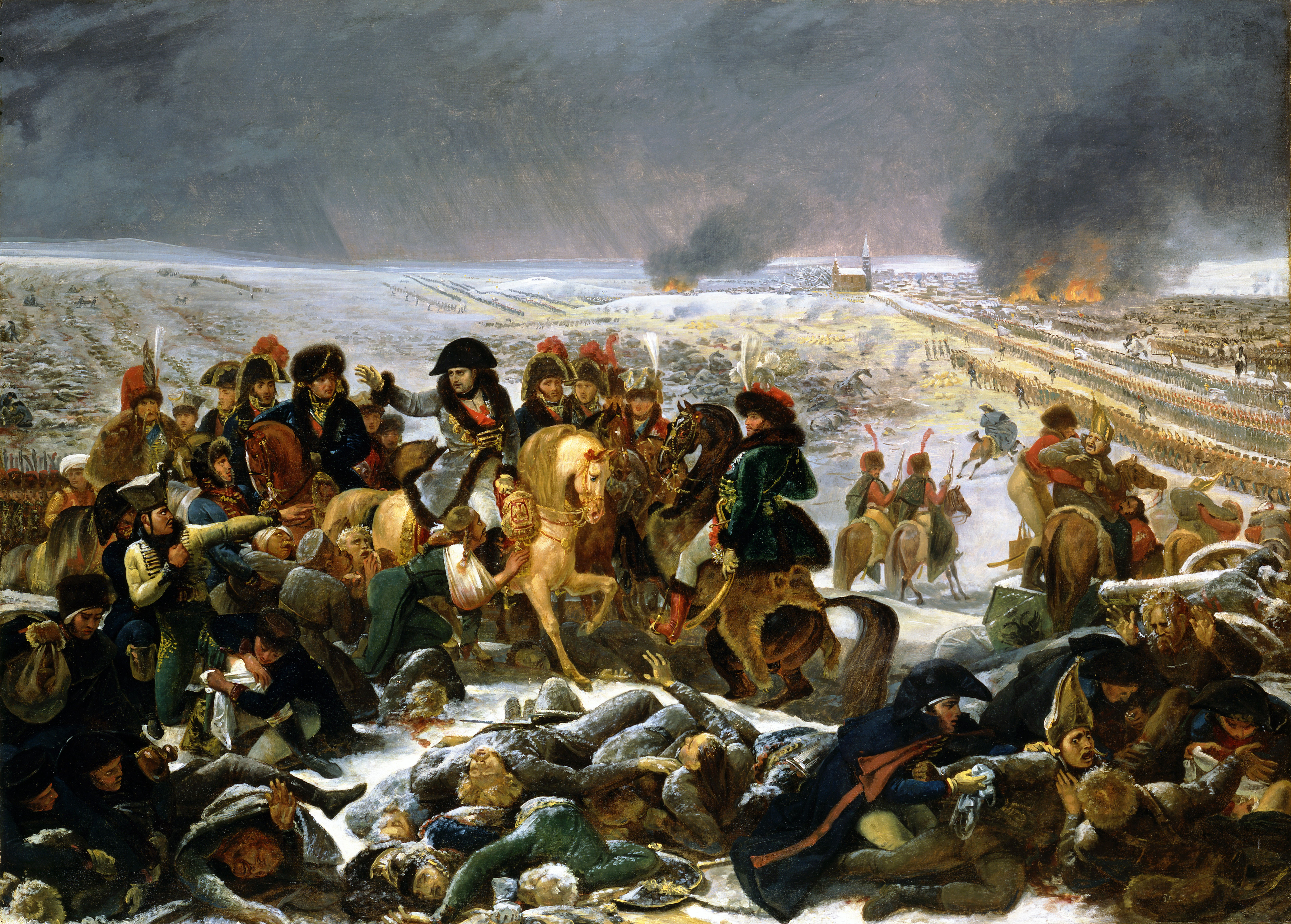
نابليون في ساحة المعركة في إيلاو (متحف توليدو للفنون، 1807)
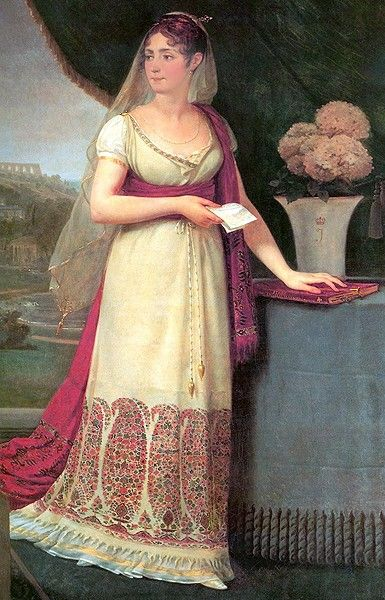
الإمبراطورة جوزفين، 1808
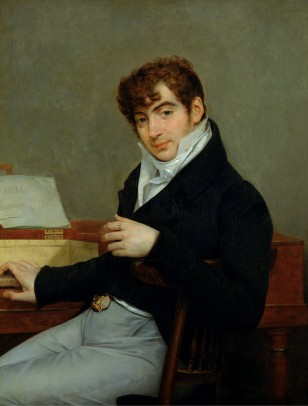
بورتريه للملحن الفرنسي بيير زيمرمان (قصر فرساي، 1808)
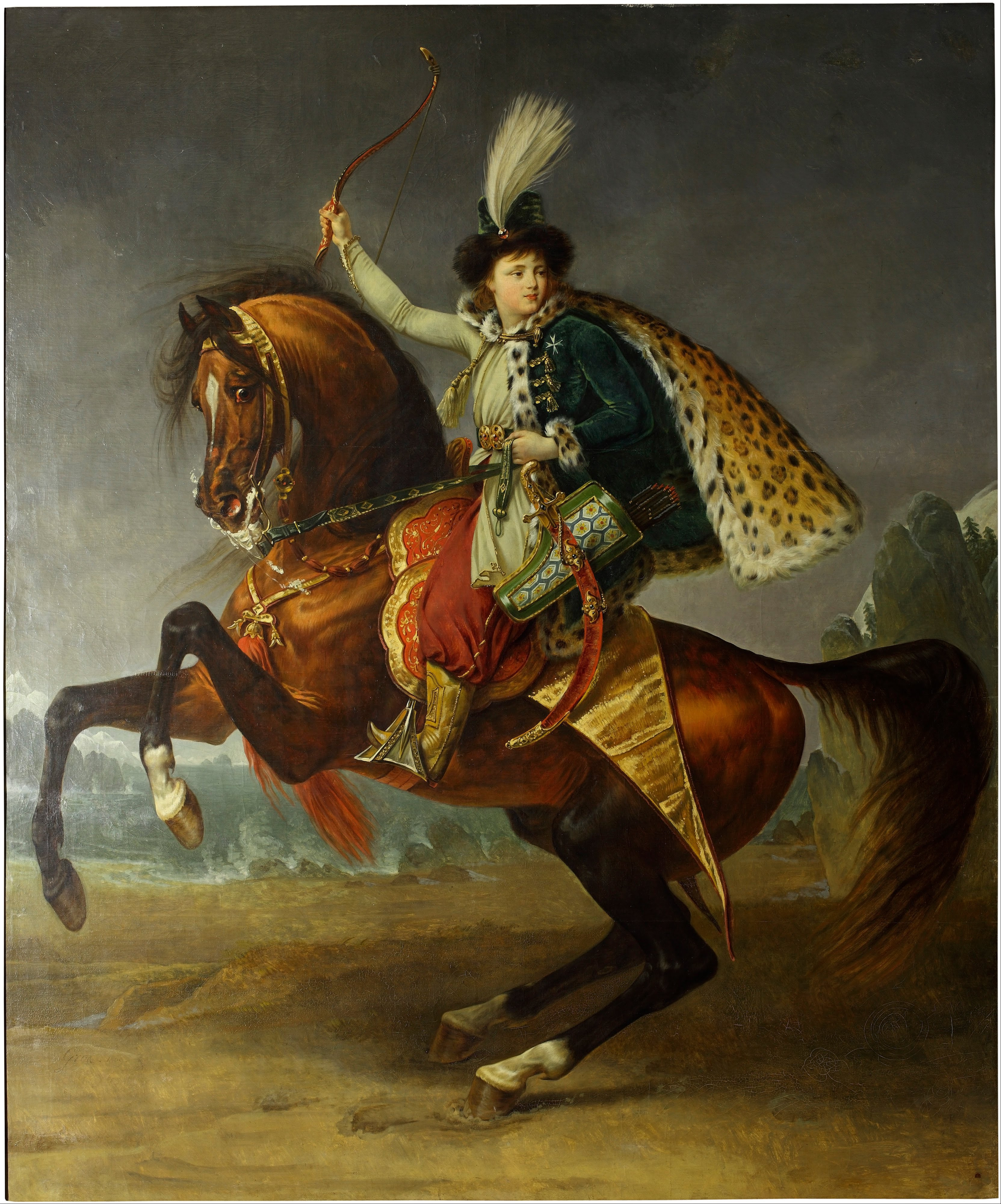
صورة الفروسية للأمير بوريس يوسوبوف (متحف بوشكين، 1809)
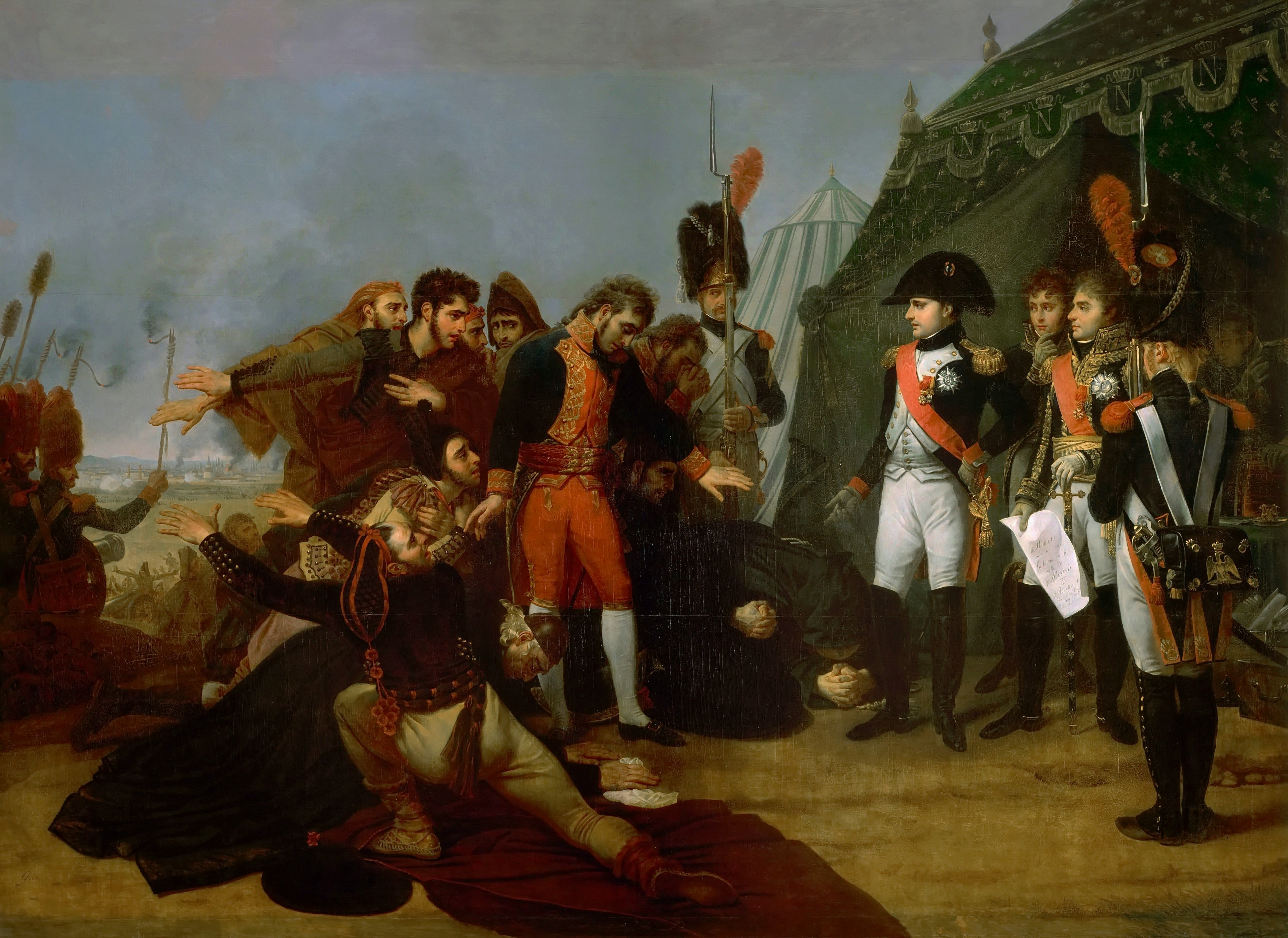
يقبل نابليون استسلام مدريد، 4 ديسمبر 1808 (متحف التاريخ الفرنسي (فرساي)، 1810)
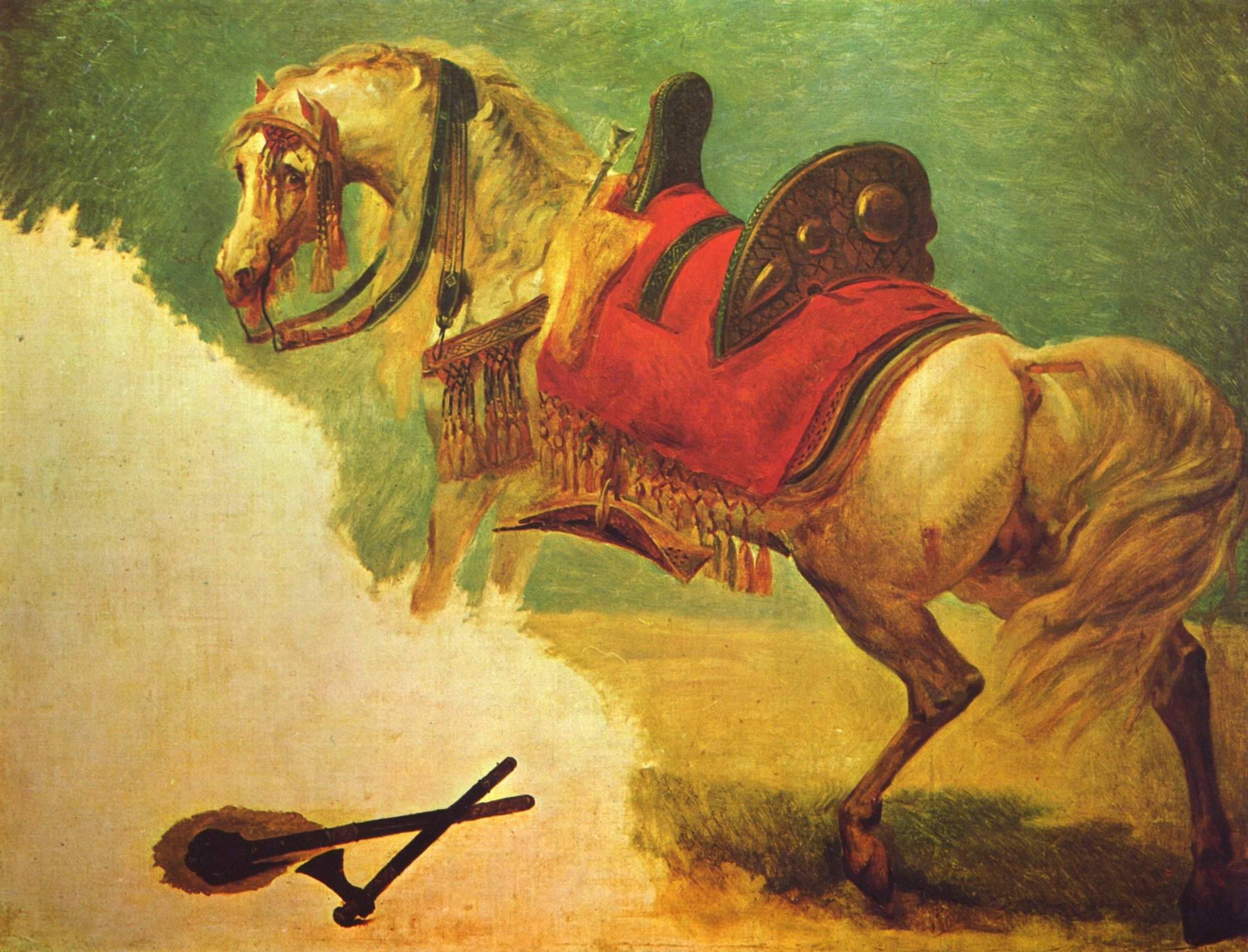
حصان مصطفى باشا (متحف الفنون الجميلة وعلم الآثار في بيزنسون، 1810)
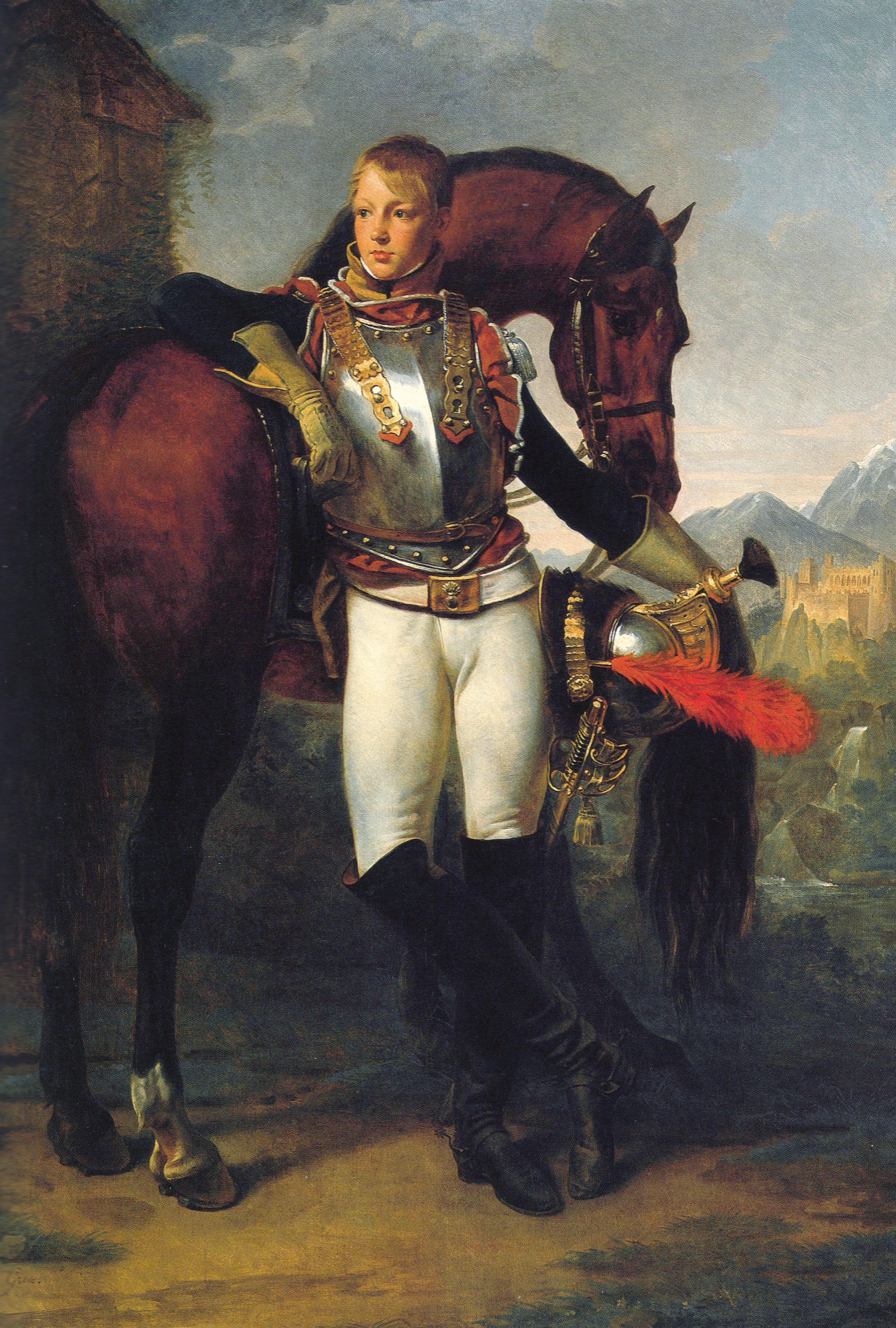
صورة الملازم الثاني تشارلز ليجراند (متحف مقاطعة لوس أنجلوس للفنون، 1810)
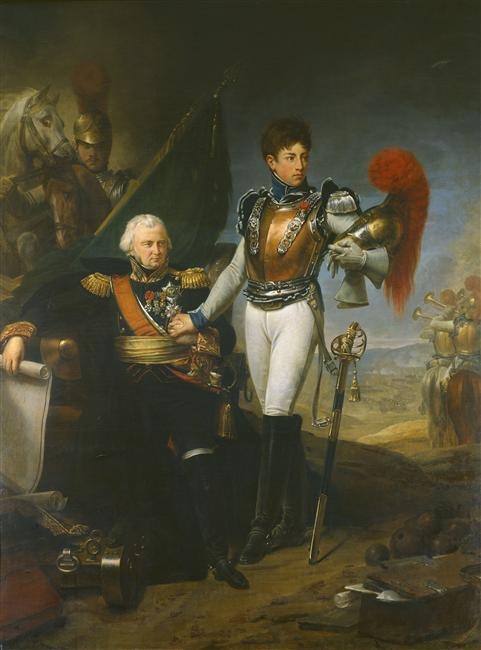
الجنرال لاريبويسير وابنه فرديناند (متحف الجيش (باريس)، 1815)
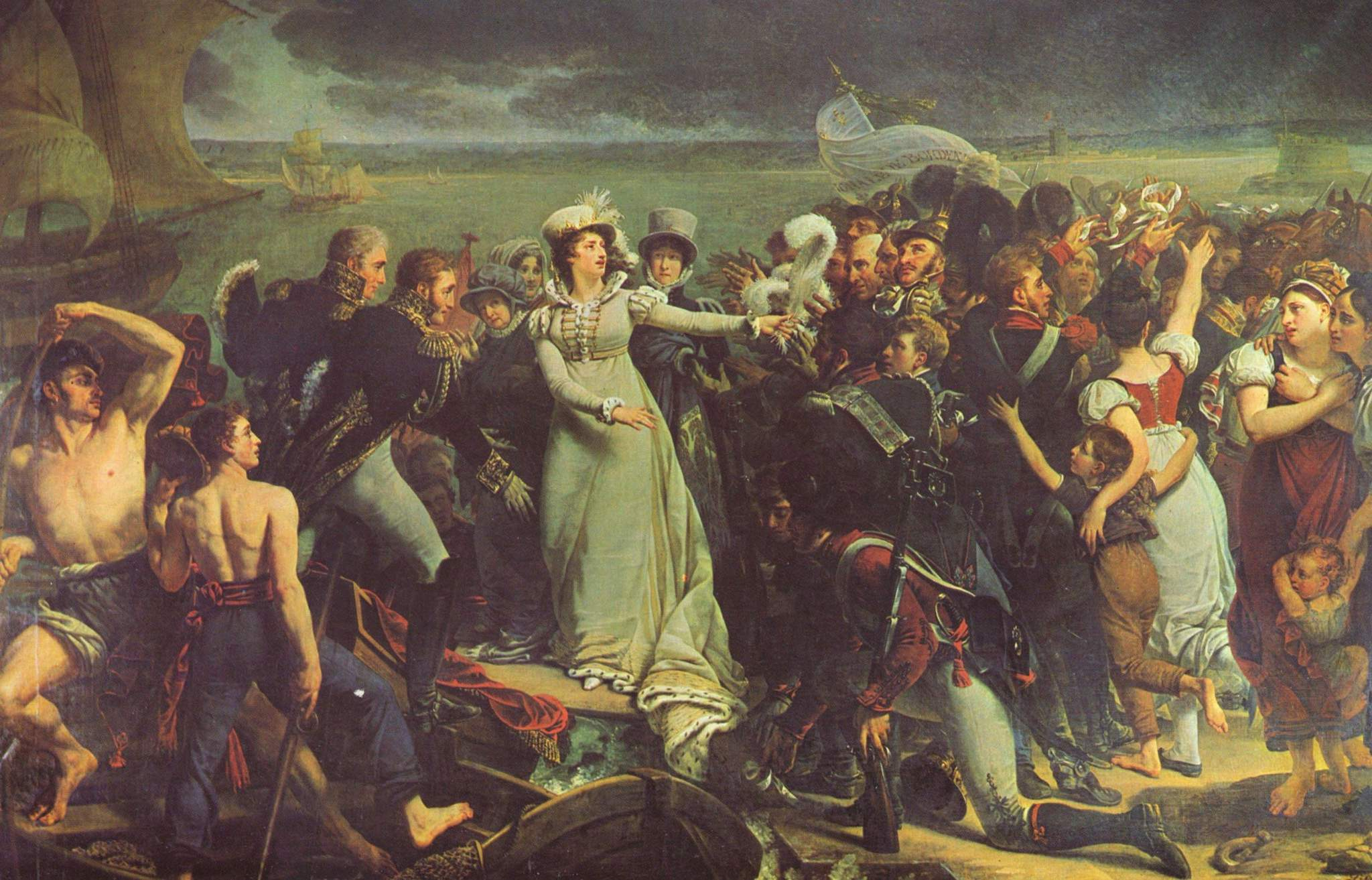
صعود دوقة أنغوليم (متحف الفنون الجميلة في بوردو، 1819)